# Mușchiul adductor al policelui
Mușchiul adductor al policelui (Musculus adductor pollicis) este un mușchi triunghiular scurt. Este cel mai profund și întins din cei patru mușchi ai eminenței tenare a mâinii, situat sub tendoanele mușchilor flexor superficial al degetelor și flexor profund al degetelor și sub mușchii lumbricali și ocupă primul spațiu interosos.

## Inserții
Are două fascicule de origine numite capete: capul oblic și capul transvers.
- Capul oblic (Caput obliquum musculi adductoris pollicis) sau fascicul carpian are originea pe fața palmară (anterioară) a rândului distal al oaselor carpiene (pe osul capitat și osul trapezoid), pe baza oaselor metacarpiene II și III, ligamentul radial al carpului (Ligamentum carpi radiatum) și teaca tendonului mușchiului flexor radial al carpului (Vagina tendinis musculi flexoris carpi radialis).
- Capul transvers (Caput transversum musculi adductoris pollicis) sau fascicul metacarpian are originea pe cele două treimi inferioare a feței palmare a metacarpianului al III-lea și baza metacarpianului al II-lea și al III-lea.

Uneori, fibre ale acestui mușchi, se prind și pe aponevroza de inserție a mușchilor interosoși II și III.
Capul oblic se îndreaptă oblic în jos spre police, iar capul transvers merge transversal în afară, în întâmpinarea capului oblic cu care se confundă.
Cele două fascicule se termină cu un singur tendon inserat pe osul sesamoid medial și pe fața medială a bazei falangei proximale a policelui.

## Raporturi
Capul transvers este acoperit pe fața sa palmară de tendoanele mușchilor flexor superficial al degetelor (Musculus flexor digitorum superficialis) și flexor profund al degetelor (Musculus flexor digitorum profundus), iar capul oblic este acoperit de mușchiul flexor scurt al policelui (Musculus flexor pollicis brevis). Ambele capete sunt acoperite și mușchii lumbricali (Musculi lumbricales manus).
Mușchiului acoperă prin fața sa dorsală spațiile interosoase I și al II-lea, mușchii interosoși respectivi ai primelor două spații intermetacarpiene și artera radială. 

## Acțiune
Este adductor al policelui 
Flectează în mod secundar falanga proximală a policelui și contribuie la opoziția policelui.

## Inervația
Inervația este asigurată de ramura profundă a nervului ulnar (Ramus profundus nervi ulnaris) (CVIII-Th1).

## Vascularizația
Vascularizația este asigurată de arcul palmar profund (Arcus palmaris profundus), artera principală a policelui (Arteria princeps pollicis) și artera radială a indexului (Arteria radialis indicis).